# 柳樺
柳樺（英語：Mia Liu，1992年9月19日—），台灣女藝人，最初為三立電視台實習生，首次演出《甘味人生》受到關注，後續參與《戲說台灣》、《聖王公傳奇》等台灣電視劇。

### 電視劇
| 播出日期       | 頻道       | 劇名                       | 角色       | 性質     | 備註 |
| 2015年7月28日  | 三立台灣台 | 《甘味人生》               |            | 臨演     |      |
| 2018年         | 三立台灣台 | 戲說台灣《葬生基》         | 陳秀桃     |          |      |
| 2018年12月26日 | 三立台灣台 | 《炮仔聲》                 | 醫院假護士 | 客串     |      |
| 2019年         | 三立台灣台 | 戲說台灣《媽祖的神奇門板》 | 陳美華     |          |      |
| 2019年5月3日   | 三立台灣台 | 戲說台灣《聖王公傳奇》     | 林春梅     | 其他角色 |      |
| 2020年3月23日  | 三立台灣台 | 戲說台灣《父子換魂》       | 美玉       |          |      |
| 2020年5月19日  | 台視       | 《生生世世》               |            |          |      |
| 2020年8月5日   | 三立台灣台 | 《天之驕女》               | BELLA      | 客串     |      |
| 2021年11月8日  | 台視       | 《一個屋簷下》             |            |          |      |
| 2022年5月9日   | 三立台灣台 | 戲說台灣《石婆娘》         | 楊明雪     | 其他角色 |      |
| 2025年         |            | 《天意偵查隊》             |            |          |      |